# Allium yildirimlii
Allium yildirimlii är en amaryllisväxtart som beskrevs av Dural, Ba?c och Ertu?rul. Allium yildirimlii ingår i släktet lökar, och familjen amaryllisväxter. Inga underarter finns listade i Catalogue of Life.